# Powiat wiłkomierski (gubernia kowieńska)
Powiat lub ujezd wiłkomierski – dawny powiat w pd-wsch. części guberni kowieńskiej, utworzony po rozbiorach Polski w miejsce starostwa grodowego wiłkomirskiego.

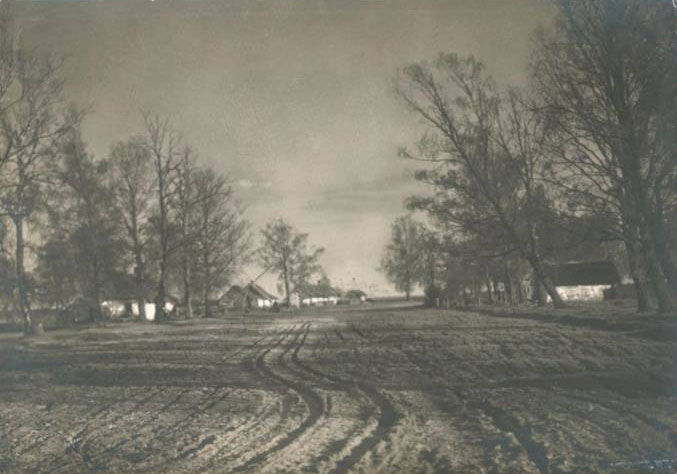
Wiłkomierz; zdj. Jan Bułhak

## Wzmianka z 1893
Wilkomierski powiat, położony w płd.-wsch. części gub. kowieńskiej, między 55° 11' i 56 o 7' płn. szer. a 43 0 45' i 44 0 55' wsch. (od Ferro) dług., przedstawia nieforemny pięciokąt i graniczy na płn. z pow. nowoaleksandrowskim, na wschód z święciańskim i wileńskim, na płd. z kowieńskim, na zach. z kowieńskim i poniewieskim. Powierzchnia powiatu podług wyliczeń akademika Keppena wynosi 5143 w. kw. al. 535729 dzies., podług pułk. Strjelbickiego 5185'8 w. kw., podług zaś pomiarów wojennotopograficznych 5106 w. kw. Linia największej długości wynosi 108 w., szerokości zaś do 75 w. Powierzchnia zachodniej części powiatu przedstawia niską równinę, poprzerzynaną gdzie nie gdzie gęstemi lasami i wyniosłcmi wybrzeżami rzek. W części wschodniej przechodzi szerokie pasmo wyniosłości, od mka Kozaczyzny (pow. nowoaleksandrowskim), przecinające szosę kowieńską-dyneburską pod st. Ławżedyszki. Również z pow. nowoaleksandrowskiego wstępuje niewielkie pasmo, przechodzące przez północny zakątek powiatu i kończące się pod miasteczkiem Kupiszki. Nadto w niektórych miejscach wyniosłości towarzyszą wybrzeżom rzek i rzeczek. Najwyższe wyniosłości znajdują się pod wsią Stworańce (646'5 st. aug. npm.), Bolniki (595'7) i Kongiedy (562'2 st.). Pod względem geognostycznym w płn. części powiatu spotykamy wapienie formacyi dewońskiej (np. na wybrzeżach rz. Swiętej). W płd.-wsch. części podłoże stanowią piaski i gliny formacyi eoceńskiej (dolnej trzeciorzędowej), śród których miejscami znajdują się cieńkie warstwy lignitu i w niewielkiej ilości bursztyn. Doliny między wzgórzami i wybrzeżami rzek zasiane są głazami narzutowemi. Gleba w ogóle jest gliniasta, żyzna; zachodnie części powiatu (gm. Troupie, Szaty, Kupiszki, PoławeIl, Traszkuny, Komaje, Szymańce) mają grunt czarnoziemny, iłowaty, pod względem urodzajności mogący współzawodniczyć z pow. poniewieskim i szawelskim. W ogóle grunta w pow. wiłkomierskim są żyzne (oprócz gmin Widziszki, Nidoki, Żmujdki). (...)